# Sloterpark
Le Sloterpark est un jardin public de la ville d'Amsterdam, aux Pays-Bas. Situé dans l'arrondissement de Amsterdam Nieuw-West, autour du lac artificiel du Sloterplas, il constitue le cœur des Westelijke Tuinsteden (« Cités-jardins de l'ouest »). Construit dans le cadre de la mise en place du Plan général d'élargissement de 1935, il répond à la logique d'organisation voulue par Cornelis van Eesteren pour ses cités-jardins, construites autour de quatre axes, logements, emplois, loisirs et transport. Sa construction s'est étalée entre 1958 et 1974. 
Au moment de la mise en place des arrondissements par la ville en 1990, le lac fut partagé en trois entre Geuzenveld-Slotermeer, Slotervaart et Osdorp. Depuis 2010, il fait intégralement partie de l'arrondissement de Nieuw-West.